# Liste des gares du Morbihan

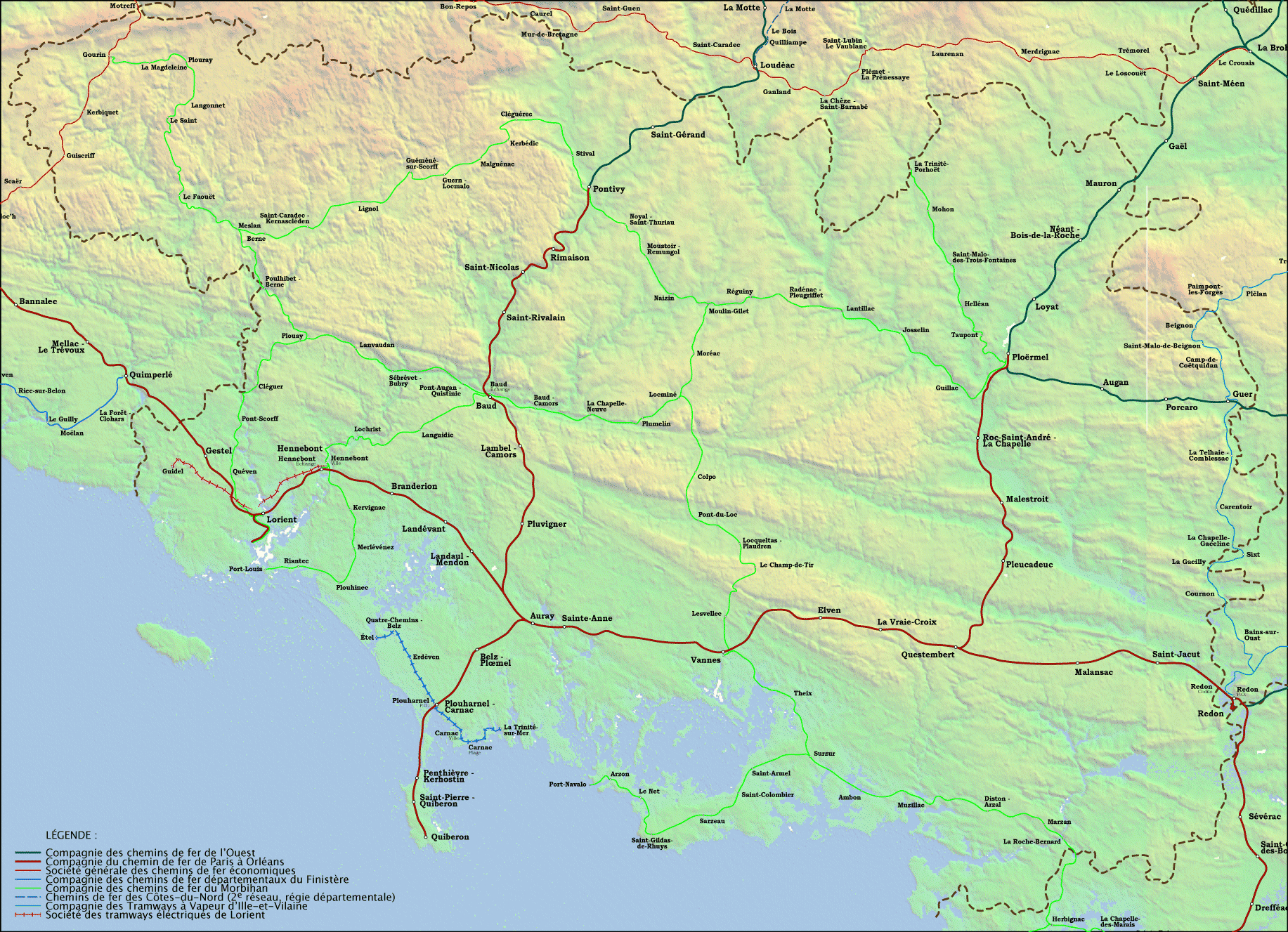
Carte du réseau ferroviaire du Morbihan au début du XX.

La liste des gares du Morbihan recense de manière exhaustive les gares ferroviaires et haltes ferroviaires situées dans le département français du Morbihan. Les lignes sur lesquelles elles sont situées et leurs années d'ouverture, ainsi que, le cas échéant, leur année de fermeture, sont également précisées.

## Liste
| Gare                                                   | Commune                        | Adresse                                                       | Coordonnées                        | Ligne(s) | Ouverture                              | Utilisation                                                      | Photo                     |
| ------------------------------------------------------ | ------------------------------ | ------------------------------------------------------------- | ---------------------------------- | --- | -------------------------------------- | ---------------------------------------------------------------- | ------------------------- |
| Gare d'Ambon                                           | Ambon                          | Rue de l'Ancienne-Gare                                        | 47° 33′ 12″ nord, 2° 33′ 32″ ouest | Vannes à La Roche-Bernard                                                                                                 | 15 mars 1903                           | Fermée (1947)                                                    |                           |
| Gare d'Arzon                                           | Arzon                          |                                                               |                                    | Surzur à Port-Navalo | 1910                                   | Fermée (1948)                                                    |                           |
| Gare d'Augan                                           | Augan                          | Rue de Bonneval                                               | 47° 54′ 40″ nord, 2° 16′ 51″ ouest | Châteaubriant à Ploërmel                                                                                                  | 5 avril 1903                           | Fermée (1967)                                                    |                           |
| Gare d'Auray                                           | Auray                          | Place Raoul-Dautry                                            | 47° 40′ 49″ nord, 2° 59′ 58″ ouest | Savenay à Landerneau Auray à Quiberon Auray à Pontivy                                                                     | 21 septembre 1862                      | Fret Intercités TER Bretagne TER Pays de la Loire TGV Atlantique |                           |
| Gare de Baud                                           | Languidic                      | La Gare-de-Baud                                               | 47° 52′ 20″ nord, 3° 04′ 27″ ouest | Auray à Pontivy Plouay à Locminé Port-Louis à Baud                                                                        | 19 décembre 1864                       | Fret                                                             |                           |
| Gare de Baud - Camors                                  | Camors                         |                                                               |                                    | Plouay à Locminé | 1902                                   | Fermée (1947)                                                    |                           |
| Gare de Beignon                                        | Beignon                        | Rue de la Gare                                                | 47° 58′ 10″ nord, 2° 09′ 52″ ouest | Plélan-le-Grand à Guer | 1913                                   | Fermée (1948)                                                    |                           |
| Gare du Camp-de-Coëtquidan                             | Guer                           | Avenue de Brocéliande rue Anne-de-Bretagne Camp de Coëtquidan | 47° 56′ 45″ nord, 2° 07′ 57″ ouest | Plélan-le-Grand à Guer | 1913                                   | Fermée (1948)                                                    |                           |
| Gare de Carentoir                                      | Carentoir                      | Rue de l'Épine                                                |                                    | Redon à Guer | 1924                                   | Fermée (1937)                                                    |                           |
| Gare de Belz - Ploemel                                 | Ploemel                        | Rue de la Gare                                                | 47° 39′ 09″ nord, 3° 04′ 20″ ouest | Auray à Quiberon | 23 juillet 1882                        | TER Bretagne                                                     |                           |
| Gare de Belz - Quatre-Chemins                          | Belz                           | Les Quatre-Chemins                                            | 47° 39′ 58″ nord, 3° 10′ 46″ ouest | La Trinité à Étel | 10 avril 1901 17 juillet 1922          | Fermée (1914, puis 1935)                                         |                           |
| Gare de Berné                                          | Berné                          | La Gare                                                       | 48° 00′ 03″ nord, 3° 23′ 34″ ouest | Pontivy à Meslan | 1905                                   | Fermée (1939)                                                    |                           |
| Gare de Brandérion                                     | Brandérion                     | ZAC de la Gare                                                | 47° 46′ 56″ nord, 3° 11′ 36″ ouest | Savenay à Landerneau | 1925                                   | TER Bretagne                                                     |                           |
| Gare de Carnac-Plage                                   | Carnac                         | Avenue des Druides Carnac-Plage                               | 47° 34′ 27″ nord, 3° 04′ 02″ ouest | La Trinité à Étel | 22 juin 1901 17 juillet 1922           | Fermée (1914, puis 1935)                                         |                           |
| Gare de Carnac-Ville                                   | Carnac                         | Rue Saint-Cornély                                             | 47° 35′ 04″ nord, 3° 04′ 57″ ouest | La Trinité à Étel | 22 juin 1901 17 juillet 1922           | Fermée (1914, puis 1935)                                         |                           |
| Gare du Champ-de-Tir                                   | Monterblanc                    | Camp de Meucon                                                | 47° 44′ 28″ nord, 2° 42′ 44″ ouest | Vannes à Locminé | 1902                                   | Fermée (1947)                                                    |                           |
| Gare de La Chapelle-Gaceline                           | La Gacilly                     | Rue de la Gare La Chapelle-Gaceline                           | 47° 47′ 03″ nord, 2° 06′ 23″ ouest | Redon à Guer | 1924                                   | Fermée (1937)                                                    |                           |
| Gare de La Chapelle-Neuve                              | La Chapelle-Neuve              | Kerjosse                                                      | 47° 51′ 40″ nord, 2° 56′ 40″ ouest | Plouay à Locminé | 1902                                   | Fermée (1947)                                                    |                           |
| Gare de Cléguer                                        | Cléguer                        | Le Moulin-de-Meslien                                          | 47° 52′ 09″ nord, 3° 23′ 19″ ouest | Lorient à Plouay | 1902                                   | Fermée (1947)                                                    | Gare de Cléguer, Morbihan |
| Gare de Cléguérec                                      | Cléguérec                      |                                                               |                                    | Pontivy à Meslan | 1905                                   | Fermée (1939)                                                    |                           |
| Gare de Colpo                                          | Colpo                          | Rue de la Gare                                                | 47° 49′ 11″ nord, 2° 48′ 12″ ouest | Vannes à Locminé | 1902                                   | Fermée (1947)                                                    |                           |
| Gare de Cournon                                        | Cournon                        | La Corderie ?                                                 | 47° 44′ 31″ nord, 2° 06′ 57″ ouest | Redon à Guer | 1924                                   | Fermée (1937)                                                    |                           |
| Gare de Diston - Arzal                                 | Arzal                          | Kerfluher                                                     | 47° 32′ 36″ nord, 2° 24′ 02″ ouest | Vannes à La Roche-Bernard                                                                                                 | 15 mars 1903                           | Fermée (1947)                                                    |                           |
| Gare d'Elven                                           | Elven                          | La Gare                                                       | 47° 42′ 05″ nord, 2° 37′ 49″ ouest | Savenay à Landerneau | 21 septembre 1862                      | Fermée (2e moitié du XXe siècle)                                 |                           |
| Gare d'Erdeven                                         | Erdeven                        | Rue des Menhirs                                               | 47° 38′ 26″ nord, 3° 09′ 18″ ouest | La Trinité à Étel | 10 avril 1901 17 juillet 1922          | Fermée (1914, puis 1935)                                         |                           |
| Gare d'Étel                                            | Étel                           | Rue Général-Leclerc                                           | 47° 39′ 27″ nord, 3° 11′ 58″ ouest | La Trinité à Étel | 10 avril 1901 17 juillet 1922          | Fermée (1914, puis 1935)                                         |                           |
| Gare du Faouët                                         | Le Faouët                      | Rue de la Gare                                                | 48° 02′ 10″ nord, 3° 29′ 43″ ouest | Plouay à Gourin | 1906                                   | Fermée (1947)                                                    |                           |
| Gare de La Gacilly                                     | Cournon Sixt-sur-Aff (35)      | La Grée-Saint-Jean ?                                          | 47° 45′ 41″ nord, 2° 07′ 41″ ouest | Redon à Guer | 1924                                   | Fermée (1937)                                                    |                           |
| Gare de Gestel                                         | Gestel                         | Rue de la Gare                                                | 47° 48′ 13″ nord, 3° 26′ 38″ ouest | Savenay à Landerneau | 8 septembre 1863                       | TER Bretagne                                                     |                           |
| Gare de Gourin                                         | Gourin                         | Rue Saint-Nicolas Rue de la République                        | 48° 08′ 30″ nord, 3° 36′ 07″ ouest | Carhaix à Rosporden Plouay à Gourin                                                                                       | 2 août 1896                            | Fermée (1967)                                                    |                           |
| Gare de Guémené-sur-Scorff                             | Guémené-sur-Scorff             | Rue Jean-Feuillet                                             | 48° 03′ 48″ nord, 3° 12′ 06″ ouest | Pontivy à Meslan | 1905                                   | Fermée (1939)                                                    |                           |
| Gare de Guer                                           | Guer                           | Place de la Gare                                              | 47° 54′ 22″ nord, 2° 07′ 24″ ouest | Châteaubriant à Ploërmel Redon à Guer                                                                                     | 5 avril 1903                           | Fermée (1992)                                                    |                           |
| Gare de Guern - Locmalo                                | Locmalo                        | Lann-Sar                                                      | 48° 03′ 43″ nord, 3° 09′ 33″ ouest | Pontivy à Meslan | 1905                                   | Fermée (1939)                                                    |                           |
| Gare de Guillac                                        | Guillac                        | Rue de la Gare                                                | 47° 54′ 32″ nord, 2° 27′ 57″ ouest | Locminé à Ploërmel | 1902                                   | Fermée (1947)                                                    |                           |
| Gare de Guiscriff                                      | Guiscriff                      | Rue de la Gare                                                | 48° 03′ 25″ nord, 3° 39′ 14″ ouest | Carhaix à Rosporden | 2 août 1896                            | Fermée (1967)                                                    |                           |
| Gare d'Helléan                                         | Taupont ?                      | Le Rocher ?                                                   | 48° 03′ 25″ nord, 3° 39′ 14″ ouest | Ploërmel à La Trinité-Porhoët                                                                                             | 1915                                   | Fermée (1948)                                                    |                           |
| Gare d'Hennebont                                       | Hennebont                      | Rue de la Gare                                                | 47° 47′ 57″ nord, 3° 17′ 09″ ouest | Savenay à Landerneau Port-Louis à Baud                                                                                    | 26 septembre 1862                      | Intercités TER Bretagne                                          |                           |
| Halte de L'Isthme                                      | Saint-Pierre-Quiberon          | Avenue de l'Océan                                             | 47° 32′ 48″ nord, 3° 08′ 01″ ouest | Auray à Quiberon | 1er juillet 1985                       | TER Bretagne                                                     |                           |
| Gare de Kerbédic                                       | Cléguérec                      | Kerbédic                                                      | 48° 05′ 57″ nord, 3° 03′ 53″ ouest | Pontivy à Meslan | 1905                                   | Fermée (1939)                                                    |                           |
| Gare de Kerbiquet                                      | Gourin                         | Le Moulin-de-Kerbiquet                                        | 48° 06′ 00″ nord, 3° 37′ 50″ ouest | Carhaix à Rosporden | 2 août 1896                            | Fermée (1967)                                                    |                           |
| Gare de Kerhostin                                      | Saint-Pierre-Quiberon          | Rue de Sombreuil Kerhostin                                    | 47° 32′ 11″ nord, 3° 08′ 12″ ouest | Auray à Quiberon | 1er juillet 1891                       | TER Bretagne                                                     |                           |
| Gare de Kervignac                                      | Kervignac                      |                                                               |                                    | Port-Louis à Baud | 1921                                   | Fermée (1939)                                                    |                           |
| Gare de Josselin                                       | Josselin                       |                                                               |                                    | Locminé à Ploërmel | 1902                                   | Fermée (1947)                                                    |                           |
| Gare de Lambel - Camors                                | Camors                         | Impasse de la Gare Lambel                                     | 47° 49′ 59″ nord, 3° 02′ 02″ ouest | Auray à Pontivy | 29 mai 1899                            | Fermée (fin du XXe siècle])                                      |                           |
| Gare de Landaul - Mendon                               | Landaul                        | Rue de la Gare                                                | 47° 44′ 10″ nord, 3° 05′ 11″ ouest | Savenay à Landerneau | 26 septembre 1862                      | TER Bretagne                                                     |                           |
| Gare de Landévant                                      | Landévant                      | Rue de la Gare                                                | 47° 45′ 35″ nord, 3° 07′ 32″ ouest | Savenay à Landerneau | 26 septembre 1862                      | TER Bretagne                                                     |                           |
| Gare de Langonnet                                      | Langonnet                      | Rue de la Gare                                                | 48° 06′ 41″ nord, 3° 29′ 48″ ouest | Plouay à Gourin | 1906                                   | Fermée (1947)                                                    |                           |
| Gare de Languidic                                      | Languidic                      |                                                               |                                    | Port-Louis à Baud | 1921                                   | Fermée (1939)                                                    |                           |
| Gare de Lantillac                                      | Guégon                         | Canfroux                                                      | 47° 57′ 54″ nord, 2° 37′ 33″ ouest | Locminé à Ploërmel | 1902                                   | Fermée (1947)                                                    |                           |
| Gare de Lanvaudan                                      | Lanvaudan                      | La Gare                                                       | 47° 54′ 18″ nord, 3° 15′ 07″ ouest | Plouay à Locminé | 1902                                   | Fermée (1947)                                                    |                           |
| Gare de Lesvellec                                      | Saint-Avé                      | Rue de la Gare Lesvellec                                      | 47° 41′ 49″ nord, 2° 45′ 03″ ouest | Vannes à Locminé | 1902                                   | Fermée (1947)                                                    |                           |
| Gare de Lignol                                         | Lignol                         | Rue de la Gare                                                | 48° 02′ 07″ nord, 3° 16′ 03″ ouest | Pontivy à Meslan | 1905                                   | Fermée (1939)                                                    |                           |
| Gare de Lochrist                                       | Inzinzac-Lochrist              | Lochrist                                                      |                                    | Port-Louis à Baud | 1921                                   | Fermée (1939)                                                    |                           |
| Gare de Locminé                                        | Locminé                        | Place Anne-de-Bretagne                                        | 47° 52′ 59″ nord, 2° 49′ 53″ ouest | Plouay à Locminé Locminé à Ploërmel Vannes à Locminé                                                                      | 1902                                   | Fermée (1947)                                                    |                           |
| Gare de Locqueltas - Plaudren                          | Locqueltas                     | Morboulo                                                      | 47° 45′ 43″ nord, 2° 44′ 15″ ouest | Vannes à Locminé | 1902                                   | Fermée (1947)                                                    |                           |
| Gare de Lorient                                        | Lorient                        | Rue de Beauvais                                               | 47° 45′ 19″ nord, 3° 21′ 58″ ouest | Savenay à Landerneau Lorient à Plouay Lorient-Ville à Lorient-Port                                                        | 26 septembre 1862                      | Fret Intercités TER Bretagne TER Pays de la Loire TGV Atlantique |                           |
| Gare de Lorient-Port                                   | Lorient                        | Boulevard Jacques-Cartier Port de Kergroise                   | 47° 43′ 56″ nord, 3° 21′ 28″ ouest | Lorient-Ville à Lorient-Port                                                                                              | 1907                                   | Fermée (1947)                                                    |                           |
| Gare de Loyat                                          | Loyat                          | Rue du Pont                                                   | 47° 59′ 07″ nord, 2° 22′ 44″ ouest | Ploërmel à La Brohinière                                                                                                  | 6 juin 1884                            | Fermée (1993)                                                    |                           |
| Gare de la Magdeleine (également dite de gare Plouray) | Langonnet                      | La Madeleine                                                  | 48° 08′ 49″ nord, 3° 31′ 11″ ouest | Plouay à Gourin | 1906                                   | Fermée (1947)                                                    |                           |
| Gare de Malansac                                       | Malansac                       | Place de la Gare                                              | 47° 40′ 33″ nord, 2° 17′ 44″ ouest | Savenay à Landerneau | 21 septembre 1862                      | TER Bretagne                                                     |                           |
| Gare de Malestroit                                     | Malestroit Saint-Marcel        | Rue de la Gare                                                | 47° 48′ 24″ nord, 2° 24′ 08″ ouest | Questembert à Ploërmel | 27 juin 1881                           | Fermée (1991)                                                    |                           |
| Gare de Malguénac                                      | Séglien ?                      | Pont-du-Logeo ?                                               | 48° 04′ 44″ nord, 3° 06′ 44″ ouest | Pontivy à Meslan | 1905                                   | Fermée (1939)                                                    |                           |
| Gare de Marzan                                         | Marzan                         | Rue de la Gare                                                | 47° 32′ 10″ nord, 2° 19′ 31″ ouest | Vannes à La Roche-Bernard                                                                                                 | 15 mars 1903                           | Fermée (1947)                                                    |                           |
| Gare de Mauron                                         | Mauron                         | Place de la Gare                                              | 48° 05′ 00″ nord, 2° 16′ 26″ ouest | Ploërmel à La Brohinière                                                                                                  | 6 juin 1884 2009                       | Fret                                                             |                           |
| Gare de Merlevenez                                     | Merlevenez                     | Rue de la Gare                                                | 47° 44′ 05″ nord, 3° 14′ 16″ ouest | Port-Louis à Baud | 1921                                   | Fermée (1939)                                                    |                           |
| Gare de Meslan                                         | Meslan                         | La Gare                                                       | 48° 00′ 10″ nord, 3° 25′ 25″ ouest | Pontivy à Meslan Plouay à Gourin                                                                                          | 1905                                   | Fermée (1939)                                                    |                           |
| Gare de Mohon                                          | Mohon                          | Rue de la Gare                                                |                                    | Ploërmel à La Trinité-Porhoët                                                                                             | 1915                                   | Fermée (1948)                                                    |                           |
| Gare de Moréac                                         | Moréac                         | Rue de la Madeleine                                           | 47° 55′ 03″ nord, 2° 48′ 55″ ouest | Locminé à Ploërmel | 1902                                   | Fermée (1947)                                                    |                           |
| Gare de Moulin-Gilet                                   | Moréac                         | Moulin-Gilet                                                  | 47° 57′ 45″ nord, 2° 48′ 05″ ouest | Locminé à Ploërmel Pontivy à Moulin-Gilet                                                                                 | 1902                                   | Fermée (1947)                                                    |                           |
| Gare de Moustoir-Remungol                              | Évellys                        | Moustoir-Remungol                                             |                                    | Pontivy à Moulin-Gilet | 1905                                   | Fermée (1939)                                                    |                           |
| Gare de Muzillac                                       | Muzillac                       | Rue du Docteur-Calmette                                       | 47° 33′ 05″ nord, 2° 28′ 53″ ouest | Vannes à La Roche-Bernard                                                                                                 | 15 mars 1903                           | Fermée (1947)                                                    |                           |
| Gare de Naizin                                         | Évellys                        | La Gare Naizin                                                | 47° 58′ 20″ nord, 2° 50′ 56″ ouest | Pontivy à Moulin-Gilet | 1905                                   | Fermée (1939)                                                    |                           |
| Gare de Néant - Bois-de-la-Roche                       | Néant-sur-Yvel                 | La Gare                                                       | 48° 02′ 16″ nord, 2° 19′ 31″ ouest | Ploërmel à La Brohinière                                                                                                  | 6 juin 1884                            | Fermée (1993)                                                    |                           |
| Gare du Net                                            | Saint-Gildas-de-Rhuys          | Le Net                                                        | 47° 32′ 05″ nord, 2° 50′ 55″ ouest | Surzur à Port-Navalo | 1910                                   | Fermée (1948)                                                    |                           |
| Gare de Noyal - Saint-Thuriau                          | Noyal-Pontivy Saint-Thuriau    |                                                               |                                    | Pontivy à Moulin-Gilet | 1905                                   | Fermée (1939)                                                    |                           |
| Gare de Penthièvre                                     | Saint-Pierre-Quiberon          | Avenue du Couédic Penthièvre                                  | 47° 33′ 29″ nord, 3° 07′ 59″ ouest | Auray à Quiberon | 1909                                   | TER Bretagne                                                     |                           |
| Gare de Pleucadeuc                                     | Pleucadeuc                     | La Gare                                                       | 47° 45′ 41″ nord, 2° 23′ 57″ ouest | Questembert à Ploërmel | 27 juin 1881                           | Fermée (1991)                                                    |                           |
| Gare de Ploërmel                                       | Ploërmel                       | Rue du Pardon                                                 | 47° 56′ 05″ nord, 2° 24′ 25″ ouest | Questembert à Ploërmel Ploërmel à La Brohinière Châteaubriant à Ploërmel Locminé à Ploërmel Ploërmel à La Trinité-Porhoët | 27 juin 1881                           | Fermée (1991)                                                    |                           |
| Gare de Plouay                                         | Plouay                         | Rue de la Chaumière                                           | 47° 54′ 40″ nord, 3° 20′ 08″ ouest | Lorient à Plouay Plouay à Locminé Plouay à Gourin                                                                         | 1902                                   | Fermée (1947)                                                    |                           |
| Gare de Plouharnel - Carnac                            | Plouharnel                     | Rue de la Gare                                                | 47° 36′ 16″ nord, 3° 07′ 06″ ouest | Auray à Quiberon La Trinité à Étel                                                                                        | 23 juillet 1882                        | TER Bretagne                                                     |                           |
| Gare de Plouhinec                                      | Plouhinec                      | Rue de la Gare                                                | 47° 42′ 09″ nord, 3° 15′ 10″ ouest | Port-Louis à Baud | 1921                                   | Fermée (1939)                                                    |                           |
| Gare de Plumelin                                       | Plumelin                       | La Gare                                                       | 47° 51′ 46″ nord, 2° 52′ 37″ ouest | Plouay à Locminé | 1902                                   | Fermée (1947)                                                    |                           |
| Gare de Pluvigner                                      | Pluvigner                      | Rue de la Gare                                                | 47° 45′ 57″ nord, 3° 01′ 18″ ouest | Auray à Pontivy | 19 décembre 1864                       | Fermée (1949)                                                    |                           |
| Gare de Pontivy                                        | Pontivy                        | Place de la Gare                                              | 48° 03′ 39″ nord, 2° 57′ 58″ ouest | Auray à Pontivy Saint-Brieuc à Pontivy                                                                                    | 19 décembre 1864                       | Fret                                                             |                           |
| Gare de Pont-Augan - Quistinic                         | Quistinic                      | Pont-Augan                                                    |                                    | Plouay à Locminé | 1902                                   | Fermée (1947)                                                    |                           |
| Gare du Pont-du-Loc                                    | Locmaria-Grand-Champ           | Le Pont-du-Loc                                                | 47° 46′ 42″ nord, 2° 47′ 47″ ouest | Vannes à Locminé | 1902                                   | Fermée (1947)                                                    |                           |
| Gare de Pont-Scorff                                    | Pont-Scorff                    |                                                               |                                    | Lorient à Plouay | 1902                                   | Fermée (1947)                                                    |                           |
| Gare de Porcaro                                        | Porcaro                        | La Gare                                                       | 47° 54′ 40″ nord, 2° 16′ 51″ ouest | Châteaubriant à Ploërmel                                                                                                  | 5 avril 1903                           | Fermée (1967)                                                    |                           |
| Gare de Port-Louis                                     | Port-Louis                     | Avenue Marcel-Charrier                                        | 47° 42′ 29″ nord, 3° 21′ 03″ ouest | Port-Louis à Baud | 1921                                   | Fermée (1939)                                                    |                           |
| Gare de Port-Navalo                                    | Arzon                          | Place de la Gare Port-Navalo                                  | 47° 32′ 47″ nord, 2° 54′ 43″ ouest | Surzur à Port-Navalo | 1910                                   | Fermée (1948)                                                    |                           |
| Gare de Poulhibet - Berné                              | Berné                          | Poulhibet                                                     | 47° 57′ 15″ nord, 3° 23′ 14″ ouest | Plouay à Gourin | 1906                                   | Fermée (1947)                                                    |                           |
| Gare de Questembert                                    | Questembert                    | Avenue de la Gare                                             | 47° 41′ 00″ nord, 2° 26′ 59″ ouest | Savenay à Landerneau Questembert à Ploërmel                                                                               | 21 septembre 1862                      | Fret TER Bretagne TER Pays de la Loire                           |                           |
| Gare de Quéven                                         | Quéven                         | Rue de la Gare                                                | 47° 47′ 24″ nord, 3° 24′ 50″ ouest | Lorient à Plouay | 1902                                   | Fermée (1947)                                                    |                           |
| Gare de Quiberon                                       | Quiberon                       | Place de la Gare                                              | 47° 29′ 07″ nord, 3° 07′ 06″ ouest | Auray à Quiberon | 24 juillet 1882                        | TER Bretagne                                                     |                           |
| Gare de Radenac - Pleugriffet                          | Radenac                        | La Mare-aux-Canes                                             | 47° 58′ 16″ nord, 2° 41′ 53″ ouest | Locminé à Ploërmel | 1902                                   | Fermée (1947)                                                    |                           |
| Gare de Réguiny                                        | Réguiny                        | La Gare                                                       | 47° 58′ 21″ nord, 2° 44′ 29″ ouest | Locminé à Ploërmel | 1902                                   | Fermée (1947)                                                    |                           |
| Gare de Riantec                                        | Riantec                        | Cité de la Gare Rue Léon-Breurec                              | 47° 42′ 48″ nord, 3° 18′ 42″ ouest | Port-Louis à Baud | 1921                                   | Fermée (1939)                                                    |                           |
| Gare de Rimaison                                       | Pluméliau-Bieuzy               | Rimaison Bieuzy                                               | 48° 00′ 11″ nord, 3° 00′ 14″ ouest | Auray à Pontivy | 1864                                   | Fermée (2e moitié du XXe siècle)                                 |                           |
| Gare de La Roche-Bernard                               | La Roche-Bernard               |                                                               |                                    | Vannes à La Roche-Bernard La Roche-Bernard à Saint-Nazaire                                                                | 15 mars 1903                           | Fermée (1947)                                                    |                           |
| Gare de Roc-Saint-André - La Chapelle                  | Val-d'Oust                     | Avenue des Frères-Rey La Chapelle-Caro                        | 47° 51′ 53″ nord, 2° 26′ 20″ ouest | Questembert à Ploërmel | 27 juin 1881                           | Fermée (1991)                                                    |                           |
| Halte des Sables-Blancs                                | Plouharnel                     | Avenue de l'Océan                                             | 47° 34′ 32″ nord, 3° 07′ 57″ ouest | Auray à Quiberon | 1er juillet 1985                       | TER Bretagne                                                     |                           |
| Gare du Saint                                          | Langonnet                      | La Gare-du-Saint                                              | 48° 05′ 41″ nord, 3° 31′ 15″ ouest | Plouay à Gourin | 1906                                   | Fermée (1947)                                                    |                           |
| Gare de Saint-Armel                                    | Saint-Armel                    | La Gare                                                       | 47° 34′ 04″ nord, 2° 42′ 23″ ouest | Surzur à Port-Navalo | 1910                                   | Fermée (1948)                                                    |                           |
| Gare de Saint-Caradec - Kernascléden                   | Kernascléden                   | La Gare                                                       | 48° 00′ 42″ nord, 3° 19′ 20″ ouest | Pontivy à Meslan | 1905                                   | Fermée (1939)                                                    |                           |
| Gare de Saint-Colombier                                | Sarzeau                        | Saint-Colombier                                               | 47° 34′ 04″ nord, 2° 42′ 23″ ouest | Surzur à Port-Navalo | 1910                                   | Fermée (1948)                                                    |                           |
| Gare de Saint-Gérand                                   | Saint-Gérand                   | Keroret                                                       | 48° 06′ 59″ nord, 2° 52′ 57″ ouest | Saint-Brieuc à Pontivy | 1872                                   | Fermée (2e moitié du XXe siècle)                                 |                           |
| Gare de Saint-Gildas-de-Rhuys                          | Saint-Gildas-de-Rhuys          | Route de l'Ancienne-Gare                                      | 47° 30′ 09″ nord, 2° 50′ 01″ ouest | Surzur à Port-Navalo | 1910                                   | Fermée (1948)                                                    |                           |
| Gare de Saint-Jacut                                    | Saint-Jacut-les-Pins           | La Gare                                                       | 47° 40′ 44″ nord, 2° 11′ 19″ ouest | Savenay à Landerneau | 26 septembre 1862                      | Fermée (2e moitié du XXe siècle)                                 |                           |
| Gare de Saint-Malo-de-Beignon                          | Saint-Malo-de-Beignon          |                                                               |                                    | Plélan-le-Grand à Guer | 1913                                   | Fermée (1948)                                                    |                           |
| Gare de Saint-Malo-des-Trois-Fontaines                 | Saint-Malo-des-Trois-Fontaines | Moivran ?                                                     | 48° 00′ 16″ nord, 2° 29′ 03″ ouest | Ploërmel à La Trinité-Porhoët                                                                                             | 1915                                   | Fermée (1948)                                                    |                           |
| Gare de Saint-Nicolas-des-Eaux                         | Pluméliau-Bieuzy               | Place Jean-Lavenant Saint-Nicolas-des-Eaux Pluméliau          | 47° 58′ 58″ nord, 3° 02′ 28″ ouest | Auray à Pontivy | 19 décembre 1864                       | Fermée (2e moitié du XXe siècle)                                 |                           |
| Gare de Saint-Pierre-Quiberon                          | Saint-Pierre-Quiberon          | Place de la Gare                                              | 47° 31′ 16″ nord, 3° 08′ 20″ ouest | Auray à Quiberon | 24 juillet 1882                        | TER Bretagne                                                     |                           |
| Gare de Saint-Rivalain                                 | Saint-Barthélemy               | Saint-Rivalain-Gare                                           | 47° 56′ 49″ nord, 3° 03′ 58″ ouest | Auray à Pontivy | 1890 (Boterneau) 1900 (Saint-Rivalain) | Fermée (2e moitié du XXe siècle)                                 |                           |
| Gare Sainte-Anne                                       | Pluneret                       | Rue de la Gare                                                | 47° 40′ 43″ nord, 2° 57′ 38″ ouest | Savenay à Landerneau | 26 septembre 1862                      | TER Bretagne                                                     |                           |
| Gare de Sarzeau                                        | Sarzeau                        | Rue de l'Ancienne-Gare                                        | 47° 31′ 29″ nord, 2° 46′ 01″ ouest | Surzur à Port-Navalo | 1910                                   | Fermée (1948)                                                    |                           |
| Gare de Sébrevet - Bubry                               | Lanvaudan                      | Sébrevet                                                      |                                    | Plouay à Locminé | 1902                                   | Fermée (1947)                                                    |                           |
| Gare de Surzur                                         | Surzur                         | Place de l'Ancienne-Gare                                      | 47° 34′ 46″ nord, 2° 37′ 46″ ouest | Vannes à La Roche-Bernard Surzur à Port-Navalo                                                                            | 15 mars 1903                           | Fermée (1947)                                                    |                           |
| Gare de Stival                                         | Pontivy                        | Rue de l'Ancienne-Gare Stival                                 | 48° 05′ 11″ nord, 2° 59′ 24″ ouest | Pontivy à Meslan | 1905                                   | Fermée (1939)                                                    |                           |
| Gare de Taupont                                        | Taupont                        |                                                               |                                    | Ploërmel à La Trinité-Porhoët                                                                                             | 1915                                   | Fermée (1948)                                                    |                           |
| Gare de La Telhaie - Comblessac                        | Guer                           | La Telhaie                                                    |                                    | Redon à Guer | 1924                                   | Fermée (1937)                                                    |                           |
| Gare de Theix                                          | Theix-Noyalo                   | Rond-point de l'Ancienne-Gare Theix                           | 47° 37′ 44″ nord, 2° 39′ 18″ ouest | Vannes à La Roche-Bernard                                                                                                 | 15 mars 1903                           | Fermée (1947)                                                    |                           |
| Gare de La Trinité-sur-Mer                             | La Trinité-sur-Mer             | Rue de Carnac                                                 | 47° 35′ 12″ nord, 3° 01′ 58″ ouest | La Trinité à Étel | 22 juin 1901 17 juillet 1922           | Fermée (1914, puis 1935)                                         |                           |
| Gare de La Trinité-Porhoët                             | La Trinité-Porhoët             | Place de la Garaudière                                        | 48° 05′ 34″ nord, 2° 32′ 44″ ouest | Ploërmel à La Trinité-Porhoët                                                                                             | 1915                                   | Fermée (1948)                                                    |                           |
| Gare de Vannes                                         | Vannes                         | Avenue Favrel-et-Lincy                                        | 47° 39′ 55″ nord, 2° 45′ 09″ ouest | Savenay à Landerneau Vannes à Locminé Vannes à La Roche-Bernard                                                           | 21 septembre 1862                      | Intercités TER Bretagne TGV Atlantique                           |                           |
| Gare de La Vraie-Croix                                 | La Vraie-Croix                 | Rue de la Gare                                                | 47° 41′ 36″ nord, 2° 32′ 44″ ouest | Savenay à Landerneau | 1er juillet 1895                       | Fermée (2e moitié du XXe siècle)                                 |                           |